# Wiaźma-Brianskaja
Wiaźma-Brianskaja (ros. Вязьма-Брянская) – wieś (sieło) w Rosji, w obwodzie smoleńskim, w rejonie wiaziemskim. W 2021 liczyła 3791 mieszkańców.